# Deprea ecuatoriana
Deprea ecuatoriana är en potatisväxtart som beskrevs av A. T. Hunziker och G. Barboza. Deprea ecuatoriana ingår i släktet Deprea och familjen potatisväxter. Inga underarter finns listade i Catalogue of Life.